# Demokratikus Koalíció
Demokratikus Koalíció (DK, deutsch Demokratische Koalition) ist eine politische Partei in Ungarn, die sich 2011 unter Führung des ehemaligen Ministerpräsidenten Ferenc Gyurcsány von der Ungarischen Sozialistischen Partei (MSZP) abspaltete. Sie ist sozialliberal und pro-europäisch ausgerichtet.

## Geschichte
Die Demokratische Koalition gründete sich am 22. Oktober 2010 als Gruppe innerhalb der Ungarischen Sozialistischen Partei in Budapest. Vorsitzender der Gruppe war der ehemalige Ministerpräsident und Parteivorsitzende der MSZP Ferenc Gyurcsány, der im Vorjahr von seinen Ämtern zurückgetreten war, sein Stellvertreter war Csaba Molnár. Nach der Niederlage der MSZP bei der Parlamentswahl 2010 und parteiinternen Auseinandersetzungen trat Gyurcsány im Oktober 2011 gemeinsam mit neun weiteren Parlamentsabgeordneten aus der MSZP aus und gründete die Demokratische Koalition als eigenständige Partei. Die Leitung der neuen Parlamentariergruppe übernahm Molnár. Sie erhielt nach einer Änderung der Hausordnung des Parlaments 2012 allerdings keinen Fraktionsstatus.
Zu den Parlamentswahlen 2014 trat die DK im linksgerichteten Wahlbündnis „Összefogás“ gemeinsam mit der Partei MSZP und dem Zusammenschluss Együtt–Párbeszéd Magyarországért an. Die Partei stellte dabei 13 der 106 Direktkandidaten und zog mit vier Abgeordneten ins ungarische Parlament ein.
Bei der Europawahl 2014 erreichte die Demokratische Koalition mit 9,75 % der Stimmen zwei der 21 ungarischen Mandate im Europäischen Parlament. Die Partei wurde damit landesweit viertstärkste Kraft. Besonders viele Stimmen erhielt die DK in den Großstädten; in Budapest, Pécs, Győr und Kaposvár lag sie jeweils vor der MSZP. Nachdem Gyurcsány als Spitzenkandidat auf sein Mandat verzichtet hatte, waren Csaba Molnár und Péter Niedermüller die Vertreter der DK im Europäischen Parlament.
Bei den Parlamentswahlen in Ungarn 2022 trat die Partei im oppositionellen Wahlbündnis Egységben Magyarországért an und konnte innerhalb dessen die meisten Parlamentssitze bekommen.